# 시간을 달리는 소녀 (1983년 영화)
《시간을 달리는 소녀》(時をかける少女)는 1983년 일본의 SF 영화이다. 오바야시 노부히코가 감독과 편집을 맡았고 하라다 토모요가 주연을 맡았다.

## 출연진
- 요시야마 가즈코 - 하라다 토모요
- 후카마치 가즈오 - 타카야나기 료이치
- 호리카와 고로 - 오미 토시노리